# 江戸川エドガワ
江戸川 エドガワ（えどがわ エドガワ）は、日本の漫画家。ちばてつや賞ヤング部門で佳作を受賞。

## 作品リスト
- デスペナ（原作：押川雲太朗、『週刊ヤングマガジン』2013年49号[2] - 2014年28号、全3巻）
- 生贄投票（原作：葛西竜哉、『eヤングマガジン』2015年51号〈2015年12月18日[3]〉 - 2018年37号、全7巻）
- LOST 〜失踪者たち〜 （原作：押川雲太朗、『近代麻雀』 - 2017年12月15日号、全1巻）
- 寄生列島（『ヤングマガジン』2020年14号[4] - 2021年49号[5]、全5巻）
- 人間消失（『マガジンポケット』2022年5月15日 - 2023年7月16日、全5巻）
- 救済の教室（『ヤンマガWeb』2024年6月10日[6] - 連載中、既刊4巻）